# Ivoy-le-Pré
Ivoy-le-Pré är en kommun i departementet Cher i regionen Centre-Val de Loire i de centrala delarna av Frankrike. Kommunen ligger  i kantonen La Chapelle-d'Angillon som tillhör arrondissementet Vierzon. År 2022 hade Ivoy-le-Pré 775 invånare.

## Befolkningsutveckling
Antalet invånare i kommunen Ivoy-le-Pré
Referens:INSEE